# Ocean Rig
Die Ocean Rig UDW Inc. (vormals Ocean Rig ASA) ist ein Unternehmen aus Norwegen mit Sitz in Stavanger. 
Das Unternehmen war von 1997 bis 2008 an der Osloer Börse gelistet. Ocean Rig produziert und betreibt Erdölplattformen. Dem Unternehmen gehören die mobilen Erdölplattformen Leiv Eirikson und Eirik Raude. Zudem operiert Ocean Rig in Luanda, Angola und St. John’s, Kanada.
Ende 2007 übernahm das US-amerikanische Unternehmen „Primelead Limited“, eine Tochtergesellschaft der „DryShips Inc.“, zunächst dreißig Prozent der Anteile an „Ocean Rig ASA“. Am 14. Juli 2008 gab „Primelead Limited“ bekannt, hundert Prozent der Anteile an Ocean Rig übernommen zu haben. Im Zuge der Übernahme wurde die Notierung an der Osloer Börse eingestellt. Das Unternehmen „Ocean Rig ASA“ ging in der „Ocean Rig UDW Inc.“, das am 10. Dezember 2007 gegründet wurde, auf.
Ocean Rig UDW wird heute ausschließlich außerbörslich im Norges Fondsmeglerforbund (The Norwegian Securities Dealers Association) gehandelt.